# 1,4-二氮杂环八硫
1,4-二氮杂环八硫是一种无机化合物，化学式为H2N2S6。它可由氨和二氯化二硫反应制得。它熔化时分解，经四氮化四硫和二氮化四硫分解为硫、氮气和氨气。它在四氢呋喃中可以被乙基锂脱质子，得到S6N2H−和S6N22−。它和乙酸苯汞反应，可以得到不稳定的(C6H5HgN)2S6。

## 延伸阅读
- Joe Bojes, Tristram Chivers. . Journal of the Chemical Society, Dalton Transactions. 1975, (16-17): 1715  [2022-12-07]. ISSN 0300-9246. doi:10.1039/dt9750001715 （英语）.